# شعبة المراء
شعبة المراء هو شعب ماء في بادية بلقرن في السراة يفيض من وادي عفراء في مركز عفراء.